# Скъпоценен глобус
Скъпоценният глобус, или Глобус от скъпоценни камъни (на персийски: کره جواهرنشان, Коре-йе Джавахернешан) е сред уникалните и най-зрелищните експонати, изложени в музея на Национални съкровища на Иран.
Глобусът е с височина 110 cm и диаметър 66 cm, украсен е с над 51 000 скъпоценни камъни. Стойката му е от дърво, покрито със златен варак. Различни по цвят камъни – смарагди, рубини, диаманти – изобразяват водни повърхности, части на света и държави.

## Описание
Общата височина на глобуса е 110 cm, неговият диаметър е около 66 cm. Общото тегло на използваното злато е 34 kg. Точният брой на инкрустираните камъни е 51366, тяхното тегло е 3656 g. Границите на различни държави не са означени точно. Смята се, че уменията на златарите са били по-добри в изработка на бижута, отколкото знанията им по география. Океаните и моретата са обозначени чрез изумруди, а сушата чрез рубини. Югоизточната Азия, Иран, Англия и Франция са представени чрез диаманти. Индия е показана със светли рубини. Централната и Южна Африка са покрити със сапфири. Екваторът и другите географски линии са очертани с диаманти и рубини. Стойката на глобуса е дървена, покрита е със златен варак и осеяна със скъпоценни камъни. Размерите на най-едрите камъни, използвани за глобуса, са: рубин – 75 карата, шпинел – 110 карата, изумруд – 175 карата, сапфир – 34 карата, диамант – 15 карата.

## История
Глобусът е създаден през 1869 г. по нареждане на Насреддин Шах. Изработен е от ирански майстори-златари под ръководство на Ебрахим Масихи. За глобуса са използвани свободни скъпоценни камъни, повечето от които са част от много богатия военен трофей на Надер Шах, донесен след похода му в Индия. Предполага се, че чрез инкрустирането на камъните Насреддин Шах е целял тяхното по-контролирано съхраняване и сигурност. Понастоящем глобусът е част от музейната колекция на националните съкровища на Иран и се намира в трезора на Централната банка на Иран.